# Мирослав Лозовський
Мирослав Лозовський (біл. Міраслаў Лазоўскі; 10 липня 1973, Мінськ, БРСР — 16 травня 2023, Бахмут, Україна) — білоруський громадсько-політичний діяч, один із лідерів «Білого легіону».

## біографія
Мати родом із Случчини, батько — із села Гаї на Могильовщині.
У 1995 році вступив до «Білоруського союзу військових», згодом став одним із засновників «Білого легіону». У 2006 році брав участь у президентських виборах у складі команди Олександра Козуліна.
У березні 2000 року він був першим засудженим за статтею 167.10 КоАП Білорусі («діяльність від імені незареєстрованих або перезареєстрованих політичних партій, профспілок або інших громадських об'єднань»).
Лозовського затримали в липні 2008 року за підозрою в причетності до вибуху на День Незалежності 4 липня. У 2017 році його затримали у так званій «справі патріотів». Звільнений через кілька місяців. Того ж року, 8 вересня, він одружився зі Світланою.

### Видавництво книг
Працював інженером з матеріально-технічного забезпечення, потім у видавництві «Книгазбор». Разом з істориком Миколою Плавінським заснував книжкову серію «Білорусь у війнах». 
У серії вийшли такі книги:
1. Мікалай Плавінскі. Бітва на Нямізе 3 сакавіка 1067 года. Серыя «Беларусь у войнах». — Мінск: Медысонт, 2015
2. Плавінскі М. А. Узбраенне беларускіх земляў Х-ХІІІ стагоддзяў. Мінск: Галіяфы, 2013
3. Дзмітрый Матвейчык. Паўстанне 1863—1864 гадоў у Беларусі: Нарыс баявых дзеянняў. — Мінск: Медысонт, 2013

### Еміграція
Після протестів 2020 року переїхав до України та воював у Білоруському добровольчому загоні проти російських агресорів. Загинув під час боїв під Бахмутом.

## Нагороди[7]

### Україна
- Заохочувальна відзнака ГУР МО «За мужність при виконанні спецзавдань» (№ 2845; 2 грудня 2022)
- Орден «За мужність» 3-го ступеня (Указ Президента України № 387 165; 14 червня 2023, посмертно)

### Рада БНР
- Медаль «За бойові заслуги» (№ 004; 9 березня 2023)[8]
- Медаль «Честь і гідність» (№ 1; 9 червня 2023, посмертно)
- Орден Залізного Лицаря, лицарський хрест (25 червня 2023, посмертно)[9]

## Вшанування пам'яті
- На честь Лозовського названа вулиця в Рівному[10].
- 25 березня 2024 року в Національному музеї історії України було відкрито персональну виставку пам'яті Лозовського[11].